# Variabilichromis moorii
Variabilichromis moorii är en fiskart som först beskrevs av Boulenger, 1898.  Variabilichromis moorii ingår i släktet Variabilichromis och familjen Cichlidae. IUCN kategoriserar arten globalt som livskraftig. Inga underarter finns listade i Catalogue of Life.

## Bildgalleri

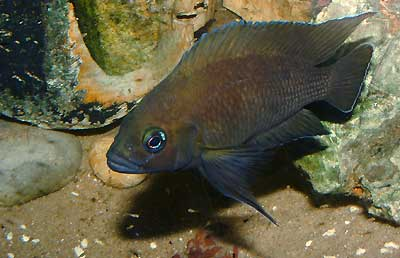